# Liste der Baudenkmäler in Bad Hindelang

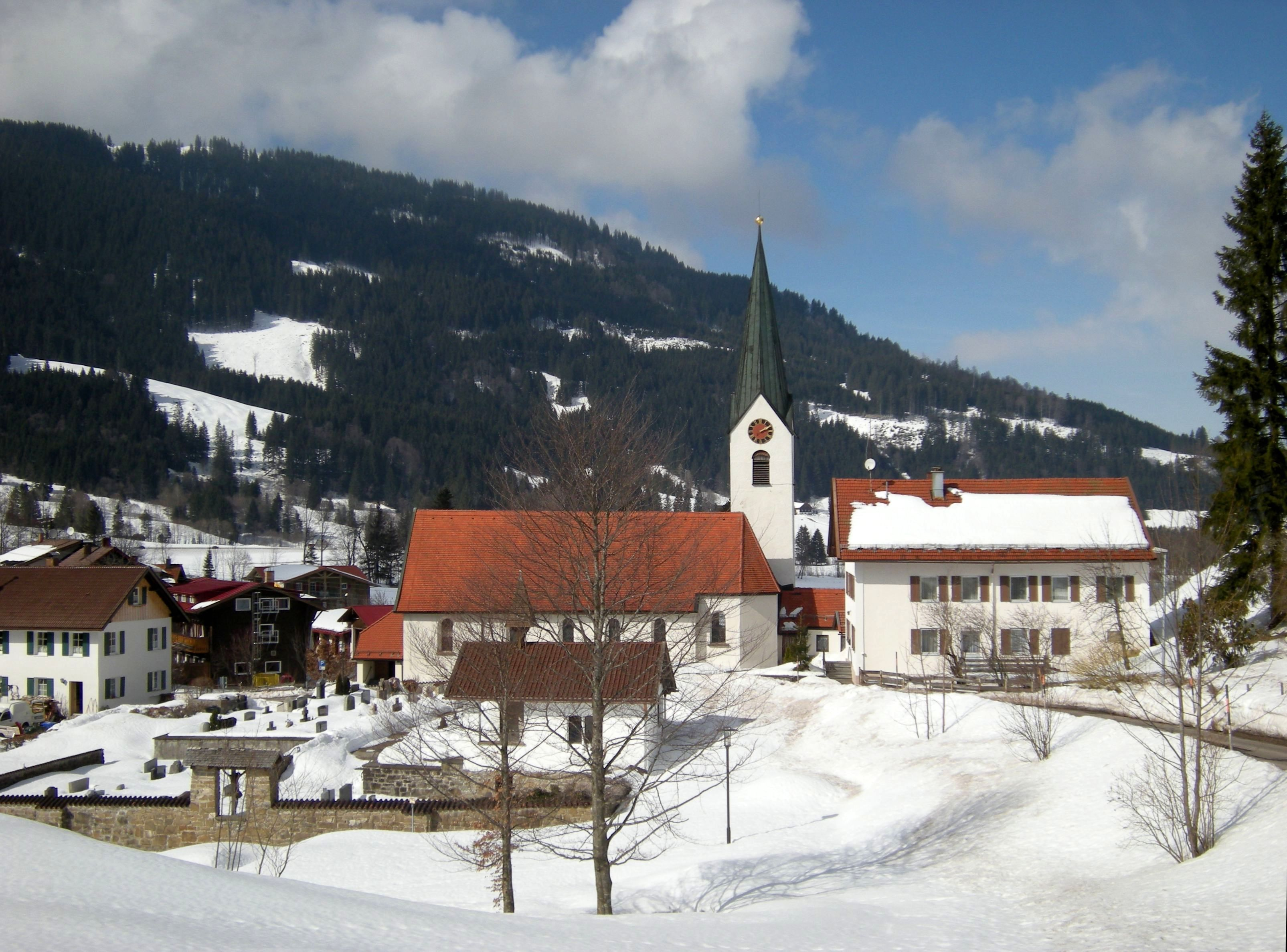
Blick auf Unterjoch

Auf dieser Seite sind die Baudenkmäler in dem schwäbischen Markt Bad Hindelang zusammengestellt. Diese Tabelle ist eine Teilliste der Liste der Baudenkmäler in Bayern. Grundlage ist die Bayerische Denkmalliste, die auf Basis des Bayerischen Denkmalschutzgesetzes vom 1. Oktober 1973 erstmals erstellt wurde und seither durch das Bayerische Landesamt für Denkmalpflege geführt wird. Die folgenden Angaben ersetzen nicht die rechtsverbindliche Auskunft der Denkmalschutzbehörde.

## Baudenkmäler nach Ortsteilen

### Bad Hindelang
| Lage                                                 | Objekt                                               | Beschreibung | Akten-Nr.              | Bild                                    |
| ---------------------------------------------------- | ---------------------------------------------------- | --- | ---------------------- | --------------------------------------- |
| Am Kalvarienberg 2 (Standort)                        | Ehemaliges Bauernhaus                                | Zweigeschossiger Flachsatteldachbau, um 1820/40, im Kern älter | D-7-80-123-1 Wikidata  | weitere Bilder                          |
| Friedhofweg (im Friedhof) (Standort)                 | Ölbergkapelle                                        | Langgestreckter, schmaler Rechteckbau mit Satteldach, erste Hälfte 19. Jahrhundert, über älterem Kern; mit Ausstattung                                                                             | D-7-80-123-23          | weitere Bilder                          |
| Friedhofweg 9 (Standort)                             | Aussegnungshalle                                     | erdgeschossiger Flachsatteldachbau mit vorgelagerter offener Eingangshalle, Bundwerkgiebel, Giebelmalereien und Glockendachreiter, Heimatstil, bezeichnet mit "1908"; mit Ausstattung              | D-7-80-123-124         | weitere Bilder                          |
| Gailenbergstraße 1 (Standort)                        | Bauernhaus                                           | Zweigeschossiger Flachsatteldachbau mit urtümlichem Wirtschaftsteil, 18. Jahrhundert | D-7-80-123-2 Wikidata  | Bauernhaus                              |
| Gailenbergstraße 3 (Standort)                        | Haustafel                                            | Maria mit Kind, bezeichnet mit "1732" | D-7-80-123-3           | weitere Bilder                          |
| Gailenbergstraße 11 (Standort)                       | Ehemaliges Bauernhaus                                | Dreigeschossiger Flachsatteldachbau mit verschindelten Obergeschossen, verschaltem Giebel und profilierten Bügen, im Kern zweite Hälfte 18. Jahrhundert                                            | D-7-80-123-4 Wikidata  | Ehemaliges Bauernhaus                   |
| Gailenbergstraße 13 (Standort)                       | Ehemaliges Bauernhaus                                | Dreigeschossiger verschalter und verputzter Blockbau mit Flachsatteldach, Längsschopf, breiter Giebelseite und kräftigen Bügen, im Kern 17./18. Jahrhundert                                        | D-7-80-123-5 Wikidata  | Ehemaliges Bauernhaus                   |
| Gailenbergstraße 16 (Standort)                       | Ehemaliges Bauernhaus                                | Zweigeschossiger Flachsatteldachbau mit kräftig profilierten Balkenköpfen, im Kern erste Hälfte 18. Jahrhundert                                                                                    | D-7-80-123-6 Wikidata  | Ehemaliges Bauernhaus                   |
| Gerberweg 1 (Standort)                               | Ehemaliges Bauernhaus                                | Dreigeschossiger verputzter Blockbau mit Flachsatteldach, 18. Jahrhundert und um 1840 | D-7-80-123-7 Wikidata  | Ehemaliges Bauernhaus                   |
| Hofackerweg (Standort)                               | Kriegergedächtniskapelle                             | Oktogonaler Zentralbau mit Zeltdach und Vorhalle, von Thomas Wechs, 1921 | D-7-80-123-24 Wikidata | Kriegergedächtniskapelle                |
| Konrad-Eberhard-Weg 3 (Standort)                     | Wohnteil eines ehemaligen Bauernhauses               | Zweigeschossiger, verschindelter Blockbau mit Flachsatteldach und Kopfbügen, im Kern 17./18. Jahrhundert                                                                                           | D-7-80-123-8 Wikidata  | Wohnteil eines ehemaligen Bauernhauses  |
| Marktstraße 9 (Standort)                             | Ehemaliges Schloss, jetzt Rathaus                    | Dreigeschossiger Walmdachbau mit pilastergerahmten Portalen und östlichem Treppenhausanbau, 1652–60, Anbau von Thomas Wechs 1922/23; mit Ausstattung                                               | D-7-80-123-9 Wikidata  | weitere Bilder                          |
| Marktstraße 12 (Standort)                            | Katholische Pfarrkirche St. Johannes Baptist         | Neugotischer Saalbau mit eingezogenem Chor und nördlichem Turm mit Spitzhelm, nach Plänen von Georg von Stengel durch Johann Baptist Kaufmann errichtet, 1865–67, Vorzeichen 1939; mit Ausstattung | D-7-80-123-10          | weitere Bilder                          |
| Marktstraße 13 (Standort)                            | Gasthof Sonne                                        | Dreigeschossiger Flachsatteldachbau mit Zwerchhaus und giebelseitiger Korbbogentür mit Oberlichtgitter, bezeichnet „1796“, erneuert                                                                | D-7-80-123-11 Wikidata | weitere Bilder                          |
| Marktstraße 14 (Standort)                            | Ehemaliges Mesnerhaus, später Schulhaus              | Zweigeschossiger verputzter Blockbau mit Flachsatteldach, Fachwerkobergeschoss und -giebel, zweite Hälfte 18. Jahrhundert                                                                          | D-7-80-123-12 Wikidata | Ehemaliges Mesnerhaus, später Schulhaus |
| Marktstraße 16 (Standort)                            | Ehemaliges Benefiziatenhaus                          | Zweigeschossiger Flachsatteldachbau mit Rundbogentür, 1674, erweitert 1708 | D-7-80-123-13 Wikidata | Ehemaliges Benefiziatenhaus             |
| Marktstraße 31 (Standort)                            | Ehemaliges Salzfaktorhaus, sogenanntes Dreikugelhaus | Zweigeschossiger Bau mit Steilsatteldach, gemalter Portalumrahmung, drei eingemauerte Franzosenkugeln und Wappen, bezeichnet „1671“                                                                | D-7-80-123-15 Wikidata | weitere Bilder                          |
| Marktstraße 36 (Standort)                            | Gasthof Adler-Post                                   | Zweigeschossiger Bau mit Halbwalmdach, Putzquaderung und Korbbogenportal, Mitte 19. Jahrhundert | D-7-80-123-16 Wikidata | weitere Bilder                          |
| Ostrachstraße 27 (Standort)                          | Evangelisch-lutherische Pfarrkirche Dreifaltigkeit   | Saalbau mit südlichem rundem Anbau, Langhaus 1747/48, Erweiterung durch Gustav Gsaenger 1956–58; mit Ausstattung                                                                                   | D-7-80-123-17 Wikidata | weitere Bilder                          |
| Poststraße 1 (Standort)                              | Ehemaliges Postgebäude                               | Zweigeschossiger Walmdachbau mit Zwerchgiebel, von Thomas Wechs, 1923 | D-7-80-123-18 Wikidata | weitere Bilder                          |
| Poststraße 2 (Standort)                              | Wohnteil eines ehemaligen Bauernhauses               | Zweigeschossiger, verschindelter Blockbau mit Flachsatteldach und Kopfbügen, im Kern 18. Jahrhundert                                                                                               | D-7-80-123-19 Wikidata | weitere Bilder                          |
| Poststraße 3, Am Bauernmarkt 3 (Standort)            | Ehemalige Kraftbushallen                             | Langgestreckter, l-förmig angeordneter kubischer Bau mit Pult- und Flachdächern, von Thomas Wechs, 1926                                                                                            | D-7-80-123-20 Wikidata | weitere Bilder                          |
| Schloßplatz 2 (Standort)                             | Ehemaliger Stutenhof                                 | Zweigeschossiger Massivbau mit Satteldach und rückwärtigem Wirtschaftsteil, 1652–60 | D-7-80-123-21 Wikidata | Ehemaliger Stutenhof                    |
| Sonthofer Straße (zwischen Nrn. 8 und 10) (Standort) | Bildstock                                            | Erste Hälfte 19. Jahrhundert | D-7-80-123-25 Wikidata | Bildstock                               |
| Sonthofer Straße 25 (Standort)                       | Hennenmühle                                          | Langgestreckter, zweigeschossiger Flachsatteldachbau mit profilierten Pfettenköpfen und Fresko, zum Teil Bruchsteinmauerwerk, Obergeschoss verschalter Ständerbau, nach 1797                       | D-7-80-123-22 Wikidata | weitere Bilder                          |

### Alpe Laufbichel
| Lage                      | Objekt         | Beschreibung | Akten-Nr.              | Bild           |
| ------------------------- | -------------- | --- | ---------------------- | -------------- |
| Laufbichelalpe (Standort) | Laufbichl-Alpe | Erdgeschossiger Steinbau mit Satteldach und verschindelten Giebeln, im Kern 1853, Erweiterung bezeichnet „1887“, teilweise erneuerter Schweinestall, erdgeschossiger Stein- und Blockbau mit westlich abgewalmtem Satteldach, wohl gleichzeitig | D-7-80-123-29 Wikidata | Laufbichl-Alpe |

### Alpe Mitterhaus
| Lage                       | Objekt          | Beschreibung | Akten-Nr.              | Bild            |
| -------------------------- | --------------- | --- | ---------------------- | --------------- |
| Mitterhaus-Alpe (Standort) | Alpe Mitterhaus | Zweigeschossiger, langgestreckter Satteldachbau, Erdgeschoss Steinbau, Obergeschoss verschindelter Riegelbau, im Kern 1767/68 | D-7-80-123-30 Wikidata | Alpe Mitterhaus |

### Bad Oberdorf
| Lage                                                                                     | Objekt                                                                 | Beschreibung | Akten-Nr.              | Bild                                                                   |
| ---------------------------------------------------------------------------------------- | ---------------------------------------------------------------------- | --- | ---------------------- | ---------------------------------------------------------------------- |
| Dorfstraße 18 (Standort)                                                                 | Wohnteil eines ehemaligen Bauernhauses                                 | Zweigeschossiger verschalter Blockbau mit Flachsatteldach und ehem. Stall im Untergeschoss, im Kern 1588 und erste Hälfte 18. Jahrhundert                             | D-7-80-123-36 Wikidata | Wohnteil eines ehemaligen Bauernhauses                                 |
| Hindelanger Straße 20 (Standort)                                                         | Sogenanntes Bruderkreuz, Sühnekreuz                                    | Sandstein bezeichnet „1555“ | D-7-80-123-52 Wikidata | Sogenanntes Bruderkreuz, Sühnekreuz                                    |
| Hintersteiner Straße 7 (Standort)                                                        | Wohnhaus                                                               | Zweigeschossiger Blockbau mit Flachsatteldach und verschindeltem Obergeschoss, wohl erstes Drittel 19. Jahrhundert                                                    | D-7-80-123-37 Wikidata | Wohnhaus                                                               |
| Hintersteiner Straße 13 (Standort)                                                       | Ehemaliges Bauernhaus                                                  | Zweigeschossiger Flachsatteldachbau mit geschnitzten Balkenköpfen und zweiflügeliger Biedermeiertür, zweites Viertel 19. Jahrhundert                                  | D-7-80-123-38 Wikidata | Ehemaliges Bauernhaus                                                  |
| Hirschbachweg (Standort)                                                                 | Wegkapelle Scholl                                                      | Kleiner Rechteckbau mit halbrundem Schluss und Satteldach, erste Hälfte 19. Jahrhundert; mit Ausstattung                                                              | D-7-80-123-50 Wikidata | weitere Bilder                                                         |
| Hirschbergstraße 16 (Standort)                                                           | Sogenanntes Haus Hexle, 1934 ehemaliges Wohnhaus des Bergführers Wechs | Zweigeschossiger Pultdachbau mit abgerundeter Front, von Lois Welzenbacher                                                                                            | D-7-80-123-39 Wikidata | Sogenanntes Haus Hexle, 1934 ehemaliges Wohnhaus des Bergführers Wechs |
| Hirschbergstraße Kreuzung Hindelanger Straße (Standort)                                  | Kriegergedächtniskapelle                                               | Rechteckbau mit Schleppdach, 1953; mit historischen Ausstattungsstücken                                                                                               | D-7-80-123-49 Wikidata | weitere Bilder                                                         |
| Hirschbergstraße Kreuzung Hindelanger Straße, an der Kriegergedächtniskapelle (Standort) | Sühnekreuz                                                             | Sandstein, bezeichnet „1603“ | D-7-80-123-49 Wikidata | Sühnekreuz                                                             |
| Hornweg 3 (Standort)                                                                     | Obere Hammerschmiede                                                   | Eingeschossiger, teils verschalter Bruchsteinbau mit Flachsatteldach, zum Teil Ständerwände, wohl 18. Jahrhundert; mit Ausstattung                                    | D-7-80-123-40 Wikidata | weitere Bilder                                                         |
| Jochstraße 50 (Standort)                                                                 | Ehemaliges Terrassenhotel Alpenhof                                     | Dreigeschossiger Walmdachbau mit zwei Terrassen, Kernbau von Lois Welzenbacher, 1932–33, später verändert                                                             | D-7-80-123-41 Wikidata | weitere Bilder                                                         |
| Kühgasse 2 (Standort)                                                                    | Bauernhaus                                                             | Zweigeschossiger Flachsatteldachbau mit kräftigen Bügen und zweiflügeliger Haustür, Obergeschoss verputzter Blockbau, im Kern 18. und zweites Viertel 19. Jahrhundert | D-7-80-123-42 Wikidata | weitere Bilder                                                         |
| Lange Gasse 8; Rainbühlgasse 6 (Standort)                                                | Ehemaliges Bauernhaus                                                  | Zweigeschossiger verschindelter Flachsatteldachbau mit Giebeltenne und Webkeller, Kern zweite Hälfte 18. Jahrhundert                                                  | D-7-80-123-43 Wikidata | weitere Bilder                                                         |
| Nähe Mühlweg (Standort)                                                                  | Lourdeskapelle                                                         | Rechteckbau mit dreiseitigem Schluss und Putzgliederung, 1895; mit Ausstattung                                                                                        | D-7-80-123-34 Wikidata | weitere Bilder                                                         |
| Ostrachstraße 40 (Standort)                                                              | Ehemalige Obere Mühle                                                  | Zweigeschossiger, verschindelter Blockbau mit aufgesteiltem Satteldach, Ende 18. Jahrhundert und nach Mitte 19. Jahrhundert                                           | D-7-80-123-44 Wikidata | weitere Bilder                                                         |
| Ostrachstraße 46 (Standort)                                                              | Hammerschmiede                                                         | Eingeschossiger Bruchsteinbau mit Flachsatteldach, 18./19. Jahrhundert; mit Ausstattung                                                                               | D-7-80-123-45 Wikidata | BW                                                                     |
| Richard-Mahn-Straße 4 (Standort)                                                         | Katholische Filialkirche Unsere Liebe Frau im Ostrachtal               | Chorturmkirche, Saalbau mit eingezogenem Chor, nördlichem Seitenschiff und östlichem Turm mit Spitzhelm, von Thomas Wechs, 1937/38; mit historischer Ausstattung      | D-7-80-123-46 Wikidata | weitere Bilder                                                         |
| Schmittenweg 10 (Standort)                                                               | Ehemaliges Bauernhaus                                                  | Zweigeschossiger Satteldachbau mit drei Kehlgesimsen, um 1840 | D-7-80-123-47 Wikidata | weitere Bilder                                                         |
| Schmittenweg 17 (Standort)                                                               | Hammerschmiede                                                         | Erdgeschossiger Bruchsteinbau mit Satteldach, 18./19. Jahrhundert, Dach später                                                                                        | D-7-80-123-48 Wikidata | weitere Bilder                                                         |

### Bruck
| Lage                                                 | Objekt                  | Beschreibung | Akten-Nr.               | Bild            |
| ---------------------------------------------------- | ----------------------- | --- | ----------------------- | --------------- |
| Bruck 12; Im Haslat (Standort)                       | Weilerkapelle           | Rechteckbau mit dreiseitigem Schluss, Ende 18. Jahrhundert; mit Ausstattung                                                                                           | D-7-80-123-54 Wikidata  | weitere Bilder  |
| Bruck 14 (Standort)                                  | Ehemaliges Bauernhaus   | Zweigeschossiger, verputzter Blockbau mit Flachsatteldach, Wirtschaftsteil zu Wohnzwecken umgebaut, Ende 18./Anfang 19. Jahrhundert                                   | D-7-80-123-55 Wikidata  | weitere Bilder  |
| Bruck 17 (Standort)                                  | Wasserkraftwerk         | Erdgeschossiger, langgestreckter Krüppelwalmdachbau mit einfacher Putzgliederung und angeschlossenem, erdgeschossigem Mansardwalmdachbau mit Arkadengang, 1928 erbaut | D-7-80-123-118 Wikidata | weitere Bilder  |
| Hornwiesen, am Weg zur Retterschwang-Alpe (Standort) | Sogenannte Horn-Kapelle | Kleiner Rechteckbau mit Altarnische und Dachreiter, bezeichnet „1789“; mit Ausstattung                                                                                | D-7-80-123-56 Wikidata  | weitere Bilder  |
| Talstraße 2 (Standort)                               | Wasserkraftwerk         | Zweigeschossiger Schopfwalmdachbau mit verschindeltem Obergeschoss, 1896 errichtet, und erdgeschossigem Anbau mit Flachdach und schlichter Putzgliederung, um 1920    | D-7-80-123-119 Wikidata | Wasserkraftwerk |

### Gailenberg
| Lage                     | Objekt                            | Beschreibung | Akten-Nr.              | Bild                       |
| ------------------------ | --------------------------------- | --- | ---------------------- | -------------------------- |
| Gailenberg 1 (Standort)  | Bauernhaus                        | Zweigeschossiger verschindelter Blockbau mit Flachsatteldach, im Kern 18. Jahrhundert                                                                                           | D-7-80-123-57 Wikidata | Bauernhaus                 |
| Gailenberg 4 (Standort)  | Ehemaliges Bauernhaus             | Zweigeschossiger, verschindelter Blockbau mit Flachsatteldach, Längsschopf und ehemaliger Stall im Untergeschoss, im Kern 17./18. Jahrhundert                                   | D-7-80-123-58 Wikidata | Ehemaliges Bauernhaus      |
| Gailenberg 8 (Standort)  | Katholische Kapelle St. Sylvester | Rechteckbau mit leicht eingezogenem, dreiseitigem Schluss und Dachreiter, 1823; mit Ausstattung                                                                                 | D-7-80-123-59          | weitere Bilder             |
| Gailenberg 9 (Standort)  | Ehemaliges Kleinbauernhaus        | Zweigeschossiger, verschalter bzw. verschindelter Blockbau mit Flachsatteldach, im Kern 18. Jahrhundert erneuert                                                                | D-7-80-123-60 Wikidata | Ehemaliges Kleinbauernhaus |
| Gailenberg 13 (Standort) | Ehemaliges Bauernhaus             | Zweigeschossiger, verschindelter bzw. verschalter Blockbau mit ausgebautem Längsschopf, aufgesteiltem Satteldach und ehemaligem Stall im Untergeschoss, im Kern 18. Jahrhundert | D-7-80-123-61 Wikidata | Ehemaliges Bauernhaus      |
| Gailenberg 15 (Standort) | Ehemaliges Bauernhaus             | Zweigeschossiger, verschindelter bzw. verschalter und verputzter Blockbau mit Flachsattel-, Schlepp- und Klebdach, im Kern 18. Jahrhundert                                      | D-7-80-123-62 Wikidata | Ehemaliges Bauernhaus      |
| Gailenberg 22 (Standort) | Ehemaliges Bauernhaus             | Zweigeschossiger, teils offener, teils verschindelter Blockbau mit Flachsatteldach und Zahnfries, im Kern erste Hälfte 18. Jahrhundert                                          | D-7-80-123-63 Wikidata | Ehemaliges Bauernhaus      |

### Giebelhaus
| Lage                                                                             | Objekt   | Beschreibung | Akten-Nr.              | Bild           |
| -------------------------------------------------------------------------------- | -------- | --- | ---------------------- | -------------- |
| Unterschrattenberg, am nordwestlichen Hang des Oberen Schrattenberges (Standort) | Jagdhaus | Mehrteilige Anlage aus Gästehaus, Jägerhaus und Vorratshütten, eingeschossige, offene Blockbauten mit Satteldach, für Prinzregent Luitpold erbaut, 1865–87 Jägerhaus, westliche, große Hütte,Gästehaus, östliche Hütte,Wohnhütte, nordwestlicher, kleiner Einraumbau, Vorratshütte, nordöstlicher, kleiner Bau | D-7-80-123-81 Wikidata | weitere Bilder |

### Hinterstein
| Lage                                                             | Objekt                                                                 | Beschreibung | Akten-Nr.              | Bild                                                           |
| ---------------------------------------------------------------- | ---------------------------------------------------------------------- | --- | ---------------------- | -------------------------------------------------------------- |
| Am Riedbrand 9 (Standort)                                        | Marienkapelle, sogenannte Vordere Kapelle                              | Rechteckbau mit dreiseitigem Schluss und Dachreiter, vor 1673, Erweiterung 1799; mit Ausstattung                                                                                             | D-7-80-123-65 Wikidata | weitere Bilder                                                 |
| Auf dem Buck 21 (Standort)                                       | Ehemaliges Jagdhaus des Prinzregenten Luitpold, jetzt Wohnhaus         | Zweigeschossiger, verschindelter Satteldachbau mit vorkragendem Ziergiebel, bezeichnet „1858“                                                                                                | D-7-80-123-66 Wikidata | Ehemaliges Jagdhaus des Prinzregenten Luitpold, jetzt Wohnhaus |
| Brecheweg 1 (Standort)                                           | Bauernhaus                                                             | Zweigeschossiger, verputzter Blockbau mit aufgesteiltem Satteldach, 18./19. Jahrhundert | D-7-80-123-67 Wikidata | Bauernhaus                                                     |
| Erzberghof, im Ostrachtal, 1,2 km südlich Eisenbreche (Standort) | Katholische Hubertuskapelle                                            | Kleiner, verschindelter Holzbau mit Vorbau und seitlichem Anbau, bezeichnet 1928; mit Ausstattung                                                                                            | D-7-80-123-80 Wikidata | weitere Bilder                                                 |
| Im Schlauchen 5 (Standort)                                       | Ehemaliges Bauernhaus                                                  | Zweigeschossiger, verschindelter Blockbau mit Flachsatteldach und kräftig profilierten Balkenköpfen, im Kern erste Hälfte 18. Jahrhundert, Wirtschaftsteil verändert                         | D-7-80-123-68 Wikidata | Ehemaliges Bauernhaus                                          |
| Im Schlauchen 17 (Standort)                                      | Ehemaliges Bauernhaus                                                  | Zweigeschossiger, verschindelter Blockbau mit Halbwalm-Scharschindeldach, zweites Viertel 19. Jahrhundert Flachdachstadel, erdgeschossiger Bau mit Landerndach, erste Hälfte 19. Jahrhundert | D-7-80-123-70 Wikidata | Ehemaliges Bauernhaus                                          |
| Im Schlauchen 26 (Standort)                                      | Ehemaliges Bauernhaus                                                  | Zweigeschossiger, verputzter Blockbau mit Flachsatteldach, 18. Jahrhundert | D-7-80-123-71 Wikidata | Ehemaliges Bauernhaus                                          |
| Sangenweg 3 (Standort)                                           | Ehemaliges Bauernhaus                                                  | Zweigeschossiger, verschindelter Blockbau mit Flachsatteldach, Ende 18./Anfang 19. Jahrhundert                                                                                               | D-7-80-123-72 Wikidata | weitere Bilder                                                 |
| Talstraße 30 (Standort)                                          | Bauernhaus                                                             | Zweigeschossiger Flachsatteldachbau mit Längsschopf und Hochtenne, erstes Drittel 19. Jahrhundert                                                                                            | D-7-80-123-73 Wikidata | weitere Bilder                                                 |
| Talstraße 39 ()                                                  | Hausfigur                                                              | Christus in der Rast, wohl Eberhard-Werkstatt, um 1800 | D-7-80-123-74          |                                                                |
| Talstraße 47 (Standort)                                          | Ehemaliges Kaplanhaus                                                  | Zweigeschossiger, verputzter Blockbau mit Flachsatteldach, 1804 | D-7-80-123-76 Wikidata | weitere Bilder                                                 |
| Talstraße 49 (Standort)                                          | Katholische Pfarrkirche St. Antonius von Padua                         | Saalbau mit eingezogenem Chor und nördlichem Turm mit Spitzhelm, von Michael Schratt, 1804/05, Turm nach Plänen von Georg Schneider 1900/01; mit Ausstattung                                 | D-7-80-123-77          | weitere Bilder                                                 |
| Talstraße 102 (Standort)                                         | Katholische Kapelle St. Antonius von Padua, sogenannte Hintere Kapelle | Saalbau mit dreiseitigem Schluss und Dachreiter, 1680; mit Ausstattung | D-7-80-123-79          | weitere Bilder                                                 |

### Liebenstein
| Lage                                         | Objekt                                | Beschreibung | Akten-Nr.              | Bild           |
| -------------------------------------------- | ------------------------------------- | --- | ---------------------- | -------------- |
| Flur Liebenstein, 500 m ostwärts. (Standort) | Steinkreuz                            | Sandstein, bezeichnet „1566“ | D-7-80-123-83 Wikidata | BW             |
| Liebenstein 5 (Standort)                     | Katholische Filialkirche St. Leonhard | Dreikonchenanlage, Saalbau mit drei annähernd halbkreisförmigen Konchen und Dachreiter mit Spitzhelm, Langhaus im Kern mittelalterlich, Erweiterung 1666, Konchen 1666–71, Erhöhung 1673/74, Umgestaltung 1753–55; mit Ausstattung | D-7-80-123-82          | weitere Bilder |

### Oberjoch
| Lage                      | Objekt                                     | Beschreibung | Akten-Nr.              | Bild           |
| ------------------------- | ------------------------------------------ | --- | ---------------------- | -------------- |
| Im Acker (Standort)       | Wegkapelle Im Bild                         | Rechteckbau mit leicht eingezogenem, halbrundem Schluss, 17. Jahrhundert, Erweiterung im 18. Jahrhundert; mit Ausstattung                                          | D-7-80-123-87 Wikidata | weitere Bilder |
| Ornachstraße 3 (Standort) | Katholische Kapelle St. Jakobus der Ältere | Rechteckbau mit leicht eingezogenem, halbrundem Schluss und Dachreiter, 1731; mit Ausstattung                                                                      | D-7-80-123-85          | weitere Bilder |
| Ornachstraße 4 (Standort) | Katholische Filialkirche Heiliggeist       | Saalbau, Bruchsteinbau mit tief herabgezogenem, flachem Satteldach und gedrungenem Turm, von Thomas Wechs senior und Thomas Wechs junior, 1968–69; mit Ausstattung | D-7-80-123-115         | weitere Bilder |

### Reckenberg
| Lage                                                             | Objekt                        | Beschreibung | Akten-Nr.              | Bild           |
| ---------------------------------------------------------------- | ----------------------------- | --- | ---------------------- | -------------- |
| Flur Reckenberg, westlich am Ort (Standort)                      | Bildstock                     | Verputzter Nischenbau mit Satteldach, 18. Jahrhundert; mit Ausstattung                                                            | D-7-80-123-93 Wikidata | weitere Bilder |
| In Reckenberg, vor Haus Nummer 41 (Standort)                     | Bildstock                     | Bezeichnet „1929“; mit Ausstattung                                                                                                | D-7-80-123-92 Wikidata | Bildstock      |
| Reckenberg 20, an der Bundesstraße bei Haus Nummer 17 (Standort) | Bildstock                     | Verputzter Steinbau, 1794 | D-7-80-123-94 Wikidata | weitere Bilder |
| Reckenberg 35 (Standort)                                         | Bauernhaus                    | Zweigeschossiger, verputzter bzw. verbretterter Blockbau mit Flachsatteldach und geschnitzten Bügen, erste Hälfte 18. Jahrhundert | D-7-80-123-90 Wikidata | weitere Bilder |
| Reckenberg 47 (Standort)                                         | Katholische Kapelle Hl. Kreuz | Rechteckbau mit leicht eingezogenem, dreiseitigem Schluss und Dachreiter, 1875; mit Ausstattung                                   | D-7-80-123-91          | weitere Bilder |

### Ställenalpe
| Lage                    | Objekt       | Beschreibung                                                                | Akten-Nr.              | Bild |
| ----------------------- | ------------ | --------------------------------------------------------------------------- | ---------------------- | ---- |
| Stellenhalde (Standort) | Ställen-Alpe | Erdgeschossiger Steinbau mit Satteldach und verschindelten Giebeln, um 1850 | D-7-80-123-31 Wikidata | BW   |

### Unteres Bärgündle
| Lage                                                     | Objekt                | Beschreibung                                                | Akten-Nr.              | Bild |
| -------------------------------------------------------- | --------------------- | ----------------------------------------------------------- | ---------------------- | ---- |
| Berggündlesalpe, westlich des Glasfelderkopfs (Standort) | Untere Bärgündle-Alpe | Erdgeschossiger Bruchsteinbau mit Walmdach, im Kern um 1830 | D-7-80-123-28 Wikidata | BW   |

### Unterjoch
| Lage                                                                       | Objekt                                         | Beschreibung | Akten-Nr.               | Bild                                       |
| -------------------------------------------------------------------------- | ---------------------------------------------- | --- | ----------------------- | ------------------------------------------ |
| Auf den Hotzen; Hotzenweg 5, südlich des Hofes Hotzenbauer. (Standort)     | Katholische Marienkapelle                      | Rechteckbau mit dreiseitigem Schluss und Dachreiter, 1875; mit Ausstattung | D-7-80-123-103 Wikidata | Katholische Marienkapelle                  |
| Auf der Schwande; Bad Hindelang 10, bei der Unteren Schwandalpe (Standort) | Kapelle                                        | Kleiner Rechteckbau mit vorgezogenem Satteldach, bezeichnet „1857“; mit Ausstattung | D-7-80-123-104 Wikidata | Kapelle                                    |
| Bad Hindelang 10 (Standort)                                                | Untere Schwand-Alpe                            | Zweigeschossiger, verschindelter und verbretterter Blockbau mit Längsschopf und nordöstlich heruntergezogenem Flachsatteldach, im Kern frühes 18. Jahrhundert, Veränderungen 19. Jahrhundert und später | D-7-80-123-111 Wikidata | weitere Bilder                             |
| Bad Hindelang 11 (Standort)                                                | Obere Schwand-Alpe                             | Zweigeschossiger Flachsatteldachbau mit massivem Erdgeschoss und verputztem Riegelwerk-Obergeschoss, bezeichnet „1626“, im 19. Jahrhundert verändert                                                    | D-7-80-123-110 Wikidata | Obere Schwand-Alpe                         |
| Beim Zerren, bei den Zehrerhöfen (Standort)                                | Kapelle                                        | Verschindelter Rechteckbau, 1877; mit Ausstattung | D-7-80-123-107 Wikidata | BW                                         |
| Geigersbichel, an der Landesgrenze ostwärts Krummenbach. (Standort)        | Grenzstein                                     | Bezeichnet „1670“ und „1844“ | D-7-80-123-109 Wikidata | BW                                         |
| Untergschwend 5, bei Untergschwend (Standort)                              | Katholische Kapelle Mariae Himmelfahrt         | Rechteckbau mit leicht eingezogenem, halbrundem Schluss und Dachreiter, 1838; mit Ausstattung | D-7-80-123-106          | Katholische Kapelle Mariae Himmelfahrt     |
| Bei Krummenbach (Standort)                                                 | Katholische Kapelle Heilige Dreifaltigkeit     | Rechteckbau mit halbrundem Schluss und Dachreiter, 1799; mit Ausstattung | D-7-80-123-105          | Katholische Kapelle Heilige Dreifaltigkeit |
| Obergschwend 2 (Standort)                                                  | Wohnteil eines ehemaligen Bauernhauses         | Zweigeschossiger, verschindelter bzw. verschalter Blockbau mit Flachsatteldach und geschweiften Bügen, erste Hälfte 18. Jahrhundert, Dach 2003 erneuert                                                 | D-7-80-123-97 Wikidata  | Wohnteil eines ehemaligen Bauernhauses     |
| Obergschwend 5 (Standort)                                                  | Wohnteil eines ehemaligen Bauernhauses         | Zweigeschossiger, verschindelter bzw. verschalter Blockbau mit ausgebautem Längsschopf und aufgesteiltem Satteldach, 18./19. Jahrhundert                                                                | D-7-80-123-98 Wikidata  | weitere Bilder                             |
| Obergschwend 9 (Standort)                                                  | Wohnteil eines ehemaligen Bauernhauses         | Zweigeschossiger, verschindelter Blockbau über hohem Kellergeschoss mit Flachsatteldach, erstes Drittel 19. Jahrhundert                                                                                 | D-7-80-123-99 Wikidata  | weitere Bilder                             |
| Obergschwend 23 (Standort)                                                 | Heigle-Alpe                                    | Erdgeschossiger, verputzter Bau mit flachem Satteldach auf Bruchsteinsockel, angeblich gotisches Kellergewölbe des 15. Jahrhunderts, Wohnteil zweite Hälfte 19. Jahrhundert, Stallbereich erneuert      | D-7-80-123-100 Wikidata | weitere Bilder                             |
| Steinebergweg 1 (Standort)                                                 | Katholische Pfarrkirche Heilige Dreifaltigkeit | Saalbau mit eingezogenem Chor und nördlichem Turm mit Spitzhelm, um 1680, Erweiterung durch Joseph Kappeler 1820, Turm von Johann Baptist Kaufmann 1870, Erweiterung 1910; mit Ausstattung              | D-7-80-123-101          | weitere Bilder                             |
| Steinebergweg 29 (Standort)                                                | Bauernhaus                                     | Zweigeschossiger, offener Blockbau mit Flachsatteldach, profilierten Balkenköpfen, Längsschopf und altem Türgerüst, zum Teil Riegelwände, zweite Hälfte 17. Jahrhundert, Wirtschaftsteil modernisiert   | D-7-80-123-102 Wikidata | Bauernhaus                                 |

### Vorderhindelang
| Lage                                           | Objekt                         | Beschreibung | Akten-Nr.               | Bild           |
| ---------------------------------------------- | ------------------------------ | --- | ----------------------- | -------------- |
| Kapellengasse 2 (Standort)                     | Katholische Kapelle St. Thomas | Saalbau mit eingezogenem, dreiseitig geschlossenem Chor, östlichem Sakristeianbau und Dachreiter, 1666, Sakristei später, Erweiterung 1968; mit Ausstattung | D-7-80-123-112          | weitere Bilder |
| Nähe Kapellengasse, bei der Kapelle (Standort) | Sühnekreuz                     | 15./16. Jahrhundert | D-7-80-123-114 Wikidata | weitere Bilder |
| Obere Gasse 1 (Standort)                       | Bauernhaus                     | Zweigeschossiger, verschindelter Blockbau auf hohem Untergeschoss, mit Flachsatteldach und verschaltem Giebel, wohl erstes Viertel 19. Jahrhundert          | D-7-80-123-113 Wikidata | Bauernhaus     |

### Zipfelsalpe
| Lage                                                  | Objekt      | Beschreibung                                                                    | Akten-Nr.              | Bild           |
| ----------------------------------------------------- | ----------- | ------------------------------------------------------------------------------- | ---------------------- | -------------- |
| Zipfelsalpe, zwischen Iseler und Bschießer (Standort) | Zipfelsalpe | Erdgeschossiger Steinbau mit südwestlich abgewalmtem Satteldach, angeblich 1854 | D-7-80-123-33 Wikidata | weitere Bilder |

## Ehemalige Baudenkmäler
In diesem Abschnitt sind Objekte aufgeführt, die früher einmal in der Denkmalliste eingetragen waren, jetzt aber nicht mehr. Objekte, die in anderem Zusammenhang also z. B. als Teil eines Baudenkmals weiter eingetragen sind, sollen hier nicht aufgeführt werden. Aktennummern in diesem Abschnitt sind ehemalige, jetzt nicht mehr gültige Aktennummern.

| Lage                       | Objekt                      | Beschreibung | Akten-Nr.              | Bild                        |
| -------------------------- | --------------------------- | --- | ---------------------- | --------------------------- |
| Riedle Riedle 3 (Standort) | Wohnteil eines Bauernhauses | Zweigeschossiger Flachsatteldachbau mit überputztem Fachwerkgiebel und abgerundeten Balkenköpfen, im Kern Mitte 18. Jahrhundert | D-7-80-123-95 Wikidata | Wohnteil eines Bauernhauses |